# José Maria Rebello de Andrade Vasconcellos e Souza
José Maria Rebello de Andrade de Vasconcellos e Souza (Lisboa, 16 de outubro de 1773 - ?? de ?? de ????), foi um militar, nobre e político português. 
Fidalgo-cavaleiro da Casa Real, cavaleiro da Ordem da Torre e Espada e cavaleiro da Ordem de Cristo, era filho de José Rebelo de Andrade e de sua mulher Dona Teresa Arcangela de Vasconcellos e Sousa. Casou com Dona Jerónima de Osma Pereira da Cunha Telles de Moura Coelho Henriques, natural de Ouguela, em Elvas, Portugal, filha do desembargador Jão Venancio Pereira da Cunha Coelho Henriques, cavaleiro fidalgo da Casa Real e de sua mulher Dona Joana de Osma Huertos Cabalaro Baroni, natural de Albuquerque, Espanha. Sua irmã, Dona Thomazia Domingas de Osma Pereira da Cunha Telles de Moura Coelho Henriques, era casada com Paulo Freire de Andrade, almirante da Imperial Armada.
Teve do seu casamento três filhos: João (afilhado do Rei Dom João VI), que ficou no Brasil e casou com a neta do barão do Passeio Público e visconde de Rio Comprido, entre os quais o professor universitário e genealogista Gilson Nazareth; Guilhermina; e Mariana, que voltou a Portugal, na família Botelho de Moraes Sarmento, Conde de Armamar e guarda-mores do sal de Setúbal.
José Maria Rebello de Andrade de Vasconcellos e Souza foi com a Corte para o Brasil no ano de 1808, quando da invasão de Portugal pela França, na alçada das guerras napoleônicas. 
Com o aumento populacional na cidade de São Sebastião do Rio de Janeiro, entendeu-se por bem criar uma corporação congênere àquela que havia na antiga Corte, ao que, em 13 de maio de 1809, dá-se, por Decreto Régio, a criação da Divisão Militar da Guarda Real de Polícia, embrião da atual Polícia Militar do Estado do Rio de Janeiro, tendo ocorrido a indicação de Rebello para o cargo de comandante dessa nova corporação devido sua experiência, que deveria orientar e servir de base para o desenvolvimento e organização da congênere brasileira. 
Durante seu comando deu-se a instalação dos primeiros quartéis da corporação, sendo uma companhia de Cavalaria no Campo de Santana, onde hoje se situa a estação Dom Pedro II, e três de Infantaria, sendo uma no Valongo (depois transferida para o bairro da Saúde), uma na Praça Mauá e outra no Campo da Ajuda, atual Cinelândia. Outras pequenas unidades viriam surgir ao longo dos anos, tendo o comandante também solicitado, a cada ano, o aumento de efetivo da corporação.
Outro evento que marcou o comando de José Maria Rebello se deu quando da instalação das Cortes Gerais Constituintes no esteio da revolução constitucionalista, em fins de 1820, em Portugal. Tal revolução, que exigia o fim do absolutismo, exigia o retorno do rei para a metrópole, bem como o restabelecimento das condições de comércio e status colonial que havia antes da guerra, agora terminada. Com a hesitação de Dom João VI em assinar a Constituição, no princípio do ano de 1821 a população da cidade do Rio de Janeiro se amotina, juntamente com parte da tropa da Guarda Real de Polícia, que naquele momento se encontrava sob o comando do major Manoel dos Santos Portugal, o qual adere ao movimento condenado por Rebello, haja vista a fidelidade deste para com o rei.
Permaneceu no cargo, em terras brasileiras, onde atingiu o posto de brigadeiro, até fevereiro de 1821, quando a corte portuguesa retorna a Lisboa e o comando-geral da GRP, na cidade do Rio, é assumido por seu subcomandante, o agora coronel Miguel Nunes Vidigal. Em Portugal, é promovido a marechal.